# Eduardo, o Português
Eduardo, o Português ou Eduwart Portugalois foi um pintor de origem portuguesa do início da primeira metade do século XVI. Viveu na Flandres onde foi discípulo e colaborador de Quentin Metsys em 1504. Em 1506 obteve o título de  mestre pela Guilda de São  Lucas de Antuérpia.
Apesar de escassos testemunhos da sua arte, as excelentes obras que lhe são atribuídas enquadram-se na caracterização estilística da escola flamenga, podendo estabelecer-se um paralelo entre a sua obra e o trabalho de Quentin Metsys. De facto, no início do século XVI, estabeleceu-se uma estreita relação, no contexto artístico, entre Portugal e a Flandres, situação que influenciou profundamente a pintura portuguesa da época, nomeadamente o trabalho de artistas como Jorge Afonso, Vasco Fernandes, Gregório Lopes, Cristóvão de Figueiredo, entre outros. 

## Obras conhecidas

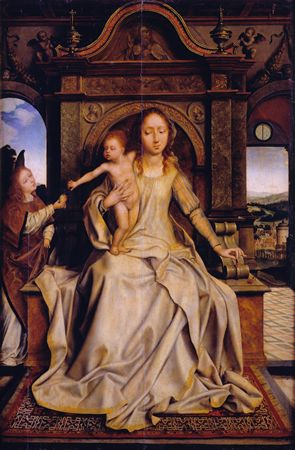
A Virgem,o Menino e um Anjo (entre 1501 e 1525), no MNAA

- A Virgem, o Menino e um Anjo (1501-1525), no Museu Nacional de Arte Antiga.

Inserida numa construção de mármore ao estilo renascentista, encontra-se a Virgem, de manto branco orlado de ouro e véu transparente a cobrir-lhe a cabeça, e o Menino, nu e de pé sobre o colo de Nossa Senhora. Do lado esquerdo da composição, um anjo oferece um fruto a Jesus, ao passo que a Virgem segura uma flor com a mão esquerda.
- Tríptico com Descida da Cruz/Cristo a Caminho do Calvário e Cristo Ressuscitado (volantes), SS. João Baptista e Evangelista (1510-1525), no Museu Nacional de Arte Antiga.

Acusando directamente a influência de Quentin Metsys, com quem Eduwart Portugalois trabalhou, este tríptico representa no painel central a Descida da Cruz, cujas personagens são as mesmas que surgem na Lamentação que o mestre Quentin Metsys pintou e que se encontra actualmente na National Gallery of Canada em Ottawa. Nos painéis laterais surge, do lado esquerdo, Cristo a caminho do Calvário e, do lado direito, Cristo Ressuscitado. No reverso dos postigos São João Baptista e São João Evangelista completam a obra.